# Моренский сумон
Моренский сумон — административно-территориальная единица (сумон) и муниципальное образование со статусом сельского поселения в Эрзинском кожууне Республики Тыва Российской Федерации.
Административный центр и единственный населённый пункт сумона — село Морен.

## Население
| 2017 | 2018  |
| ---- | ----- |
| 1074 | ↘1071 |